# Luchthaven Okayama
Luchthaven Okayama (Japans: 岡山空港, Okayama Kūkō) is een kleine luchthaven in de wijk  Kita-ku in de Japanse stad Okayama.
Zeven verschillende luchtvaartmaatschappijen maken gebruik van de luchthaven. Het biedt zowel internationale vluchten naar Seoel, Peking, Dalian, Shanghai en Guam als binnenlandse vluchten.